# Нижнешубино
Нижнешубино — упразднённая в 2024 году деревня в Яшкинском районе Кемеровской области России. Входила на год упразднения в состав Дубровской сельской территории Яшкинского административного района в рамках административно-территориального устройства и в состав Яшкинского муниципального округа в рамках организации местного самоуправления.

## География
Урочище находится в северной части области, к северо-востоку от реки Сосновки, на расстоянии примерно 16 километров (по прямой) к северо-западу от посёлка городского типа Яшкино, административного центра района. Абсолютная высота — 153 метра над уровнем моря.
Уличная сеть деревни состояла на 2019 год из одной улицы (ул. Таёжная).

## История
В 1911 году в деревне, входившей в состав Литвиновской волости Томского уезда, имелось 57 дворов и проживало 350 человек (166 мужчин и 184 женщины).
По данным 1926 года имелось 100 хозяйств и проживало 426 человек (в основном — русские). В административном отношении деревня являлась центром Шубинского сельсовета Тайгинского района Томского округа Сибирского края.
Входила до 2019 года в состав Дубровского сельского поселения Якшинского муниципального района. После их упразднения в 2019—2024 годах в составе Яшкинского муниципального округа.
Исключена из учётных данных в 2024 году.

## Население
| 2010 |
| ---- |
| 0    |

### Историческая численность населения
1911 год — 350, 1926—426 человек, 2002 — 6.

### Национальный и гендерный состав
По данным на 1911 год проживали 166 мужчин и 184 женщин.
По данным 1926 года проживало 426 человек (в основном — русские).
Согласно результатам переписи 2002 года, в национальной структуре населения русские составляли 100 % от общей численности населения в 6 жителей.

## Инфраструктура
Было личное подсобное хозяйство с зоной сельскохозяйственного использования, индивидуальная застройка усадебного типа. По данным 1911 года имелось 57 хозяйств, в 1926 году — 100. 